# Isla Rowntree
Isla Rowntree, née le 13 avril 1969 à Stourbridge dans le comté du   Midlands de l'Ouest, est une coureuse cycliste britannique. Elle est triple championne de Grande-Bretagne de cyclo-cross (1999, 2002 et 2003).

## Biographie
Isla Rowntree commence le cyclisme au début des années 80, elle rentre dans un club à l'âge de douze ans en 1981. Très complète, Isla possède des médailles élites de podiums nationales britanniques dans quatre disciplines (route,  piste, VTT et cyclo-cross).

## Vie privée
En 2005, voyant ses neveux évoluer sur des vélos bon marché, lourds, mal conçus et inconfortables que les enfants n'appréciaient guère, elle fonda la société Islabikes (en) basée à Bromfield (Shropshire), pour des cycles spécialisés pour les 3-12 ans. L'entreprise compte une cinquantaine de salariés en 2015 et recrute chaque année.

## Palmarès en cyclo-cross
- 1992-1993
  - 2e du championnat de Grande-Bretagne
- 1993-1994
  - 2e du National Trophy Series
  - 3e du championnat de Grande-Bretagne
- 1994-1995
  - 3e du championnat de Grande-Bretagne
- 1995-1996
  - 2e du National Trophy Series
  - 3e du championnat de Grande-Bretagne
- 1996-1997
  - National Trophy Series
  - Lincoln
  - Wolverhampton
  - Nottingham
  - 2e du championnat de Grande-Bretagne
- 1997-1998
  - National Trophy Series
  - 2e de l'Azencross
  - 3e du championnat de Grande-Bretagne
- 1998-1999
  -  Championne de Grande-Bretagne de cyclo-cross
  - National Trophy Series
- 1999-2000
  - Londres - BCCA International
  - 3e du National Trophy Series
- 2000-2001
  - National Trophy Series
  - Lee Valley
  - Leicestershire
- 2001-2002
  -  Championne de Grande-Bretagne de cyclo-cross
  - National Trophy Series
  - Cheltenham
  - Matlock
  - Ipswich
- 2002-2003
  -  Championne de Grande-Bretagne de cyclo-cross
  - National Trophy Series
- 2006-2007
  - Derby
  - Leicester
  - 3e du championnat de Grande-Bretagne
- 2007-2008
  - 3e du championnat de Grande-Bretagne
- 2012-2013
  - Abergavenny

## Palmarès sur route
- 1997
  - 2e du championnat de Grande-Bretagne sur route

## Palmarès en VTT
- 1997
  - 2e du championnat de Grande-Bretagne de VTT cross-country

## Palmarès sur piste
- 1996
  - 3e du championnat de Grande-Bretagne de la vitesse